# Otto Seidl
Otto Seidl (* 11. Dezember 1931 in München; † 10. Dezember 2022) war ein deutscher Richter. Er war von 1995 bis 1998 Vizepräsident des Bundesverfassungsgerichts.

## Werdegang
Nach Beendigung der juristischen Ausbildung und Promotion an der Ludwig-Maximilians-Universität in München trat Seidl 1960 in den bayerischen Justizdienst ein, wo er in verschiedenen Verwendungen als Richter und Staatsanwalt tätig war. Von 1969 bis 1978 war er Richter am Oberlandesgericht München; zudem war er berufsrichterliches Mitglied am Bayerischen Verfassungsgerichtshof.
1978 wurde Seidl, der keiner Partei angehörte, zum Richter am Bundesgerichtshof ernannt; ab 1986 wurde er als Richter des Bundesverfassungsgerichts tätig. Dort gehörte Seidl dem ersten Senat, ab 1995 als dessen Vorsitzender und Vizepräsident des Gerichts an, bis er 1998 in den Ruhestand trat. Nachfolger auf seiner Planstelle war Hans-Jürgen Papier. Zuständig war Seidl im Bundesverfassungsgericht für die Bearbeitung von Fällen aus den Bereichen des Boden- und Enteignungsrechts, des Rechts der offenen Vermögensfragen, des Umweltschutzrechtes, des Kindergeldrechts, des Urheber-, Patent- und Warenzeichenrechts, des Erbrechts sowie das Grundstücksverkehrsrechts. Im Kruzifix-Beschluss verneinte der praktizierende Katholik mit den Richtern Alfred Söllner und Evelyn Haas innerhalb eines Sondervotums die Verletzung der Religionsfreiheit durch das Anbringen eines Kreuzes in bayerischen Klassenzimmern.
Seidl wurde 1998 mit dem Großen Verdienstkreuz mit Stern und Schulterband des Verdienstordens der Bundesrepublik Deutschland ausgezeichnet und erhielt zudem den Bayerischen Verdienstorden. Bei seiner Verabschiedung nannte ihn Jutta Limbach einen „Mann von altbayerischer Liberalität“.